# High Grange
High Grange är en by i kommunen Durham i grevskapet Durham i England. Byn är belägen 4 km från Crook. Orten har 274 invånare (2001).